# Abiodun Agunbiade
Abiodun Agunbiade (n. 2 ianuarie 1983, Zaria, Kaduna, Nigeria) este un fost fotbalist nigerian.
Între 2006 și 2007, împreună cu John Wayne Srhoj, nu au jucat niciun meci din cauza litigiului dintre FC Timișoara și FC Național. După șapte luni de litigii, cei doi au semnat cu bănățenii.